# Cortébert Watch
Cortébert Watch est une manufacture d´horlogerie suisse fondée en 1790 par Adam-Louis Juillard et située à Cortébert dans le canton de Berne. 
Elle a cessé ses activités en 1962. Des dizaines de milliers de montres Cortébert ont été utilisées par le personnel des chemins de fer anglais, italiens, turc et roumains.
Le bâtiment a été transformé en lofts à la fin des années 1980.

## Histoire
- 1790 Fondation par Adam-Louis Juillard d’un comptoir d’horlogerie à Sonvilier.
- 1830 Le fils du fondateur, Lucien Juillard, déplace l’entreprise à Saint-Imier.
- 1865 Une nouvelle usine est construite à Cortébert. Elle intègre sous un même toit le comptoir et la fabrique d’ébauche. Le bâtiment se caractérise par la présence de 66 fenêtres sur la façade sud.
- 1880 L’usine prend le nom de « Fabrique d’ébauches de Cortébert ».
- 1924 L’entreprise transfère son département commercial à La Chaux-de-Fonds.
- 1962 La fabrique est reprise par la maison Omega à Bienne. Elle n’est plus qu’un simple département de l’usine biennoise.
- 1984 Omega met un terme à ses activités à Cortébert où 105 personnes étaient encore employées.